# Вецдаугава (залив)
Вецдаугава (латыш. Vecdaugava — Старая Двина) — рукав (древняя устьевая часть) реки Западной Двины (Даугавы), расположенный на севере Риги. На берегу залива расположены микрорайоны Мангальсала, Вецаки, Вецмилгравис, Вецдаугава.
Устье расположено недалеко от впадения Западной Двины в Рижский залив, напротив Острова Любви.
В центре расположен остров Званитайсала (Zvanītājsala).
На севере залива расположена проезжая часть, соединяющая Вецаки с Мангальсалой. Раньше также на севере озера была расположена железная дорога на полуостров Мангальсала, использовавшияся в грузовых целях, на данный момент она разобрана.

## История
Вецдаугава была вторым устьем Западной Двины и образовывала остров Мангальсала (сейчас это полуостров, но название района, расположенного на нём, всё же сохранилось). В 1567 году второе устье реки было засыпано, на засыпанном устье растут деревья. На дне есть ладья викингов.

## Флора и фауна
Вецдаугава является природно-охраняемым объектом. Она в данный момент заросшая. В заливе обитают щука, плотва, голавль, лещь, окунь, густера, краснопёрка, линь, карась, карп, горчак, ёрш, щиповка, серебряный карась, вимба, судак, ротан и др.